# Nasu Takasuke
Nasu Takasuke (那須高資?; 1520 – 1551) è stato un samurai giapponese del clan Nasu durante il periodo Sengoku.
Takasuke era il figlio maggiore di Nasu Masasuke. Si è scontrato con il clan Utsunomiya e, quando stava per sconfiggerli, Utsunomiya Hirotsuna ricorse ad un trucco per attirare Takasuke fuori dal castello di Karasuyama, assassinandolo nel 1551. Takasuke fu succeduto da suo fratello minore Suketane.